# گروه لیفان
گروه لیفان (به انگلیسی: Lifan Group) یک شرکت خودروسازی چینی است که تولید نخستین محصولات خود را در سال ۲۰۰۵ آغاز نمود.
محصولات این گروه شامل سدانهای کوچک، ونهای کوچک و خودروهای هاچ بک است.
این شرکت در سال ۲۰۰۹ در رتبه ۸۸ شرکت‌های چینی قرار داشت و دارای ۱۳۶۵۳ پرسنل است.
لیفان (Lifan) گرچه در بیرون از مرزها سواری‌های کوچک می‌فروشد، اما در داخل چین تولیداتی همچون دوچرخه، کفش ورزشی و مشروبات الکلی دارد.
در ایران مدل‌های لیفان ۶۲۰ و لیفان ۵۲۰ و لیفان ایکس۶۰ و لیفان x50 و لیفان ۸۲۰ (به عنوان سدان مجلل) و لیفان x70 این شرکت توسط شرکت کرمان خودرو عرضه می‌گردد و طرفدارهای زیادی دارد. فروش خودروهای این شرکت در سال ۲۰۰۹، ۴۳۰۰۰ دستگاه بود اما لیفان در رتبه سوم صادر کنندگان خودرو چین قرار دارد.

## تاریخچه

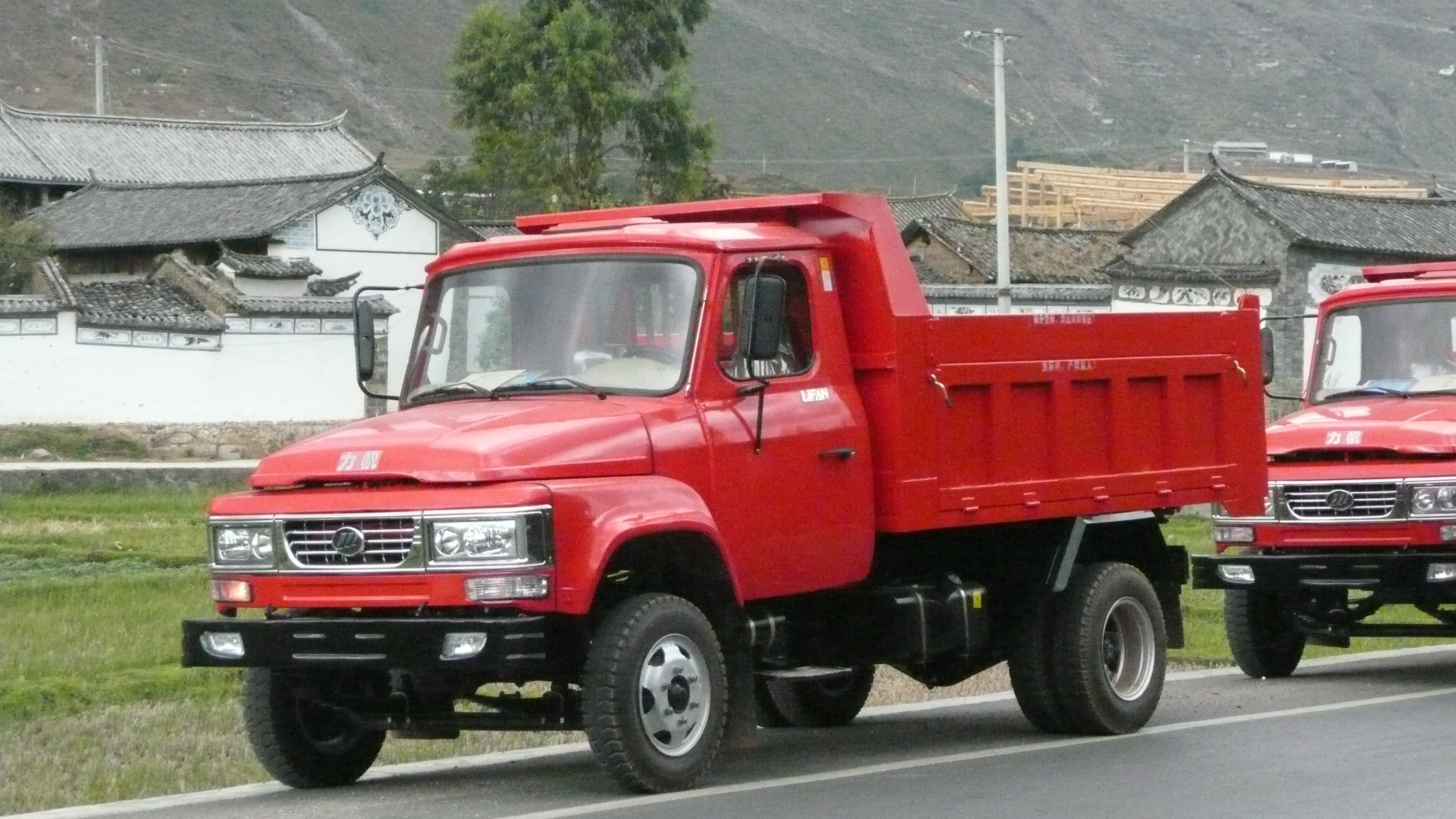
کامیون لیفان، ۲۰۰۹

لیفان در سال ۱۹۹۲ توسط یین مینگشان، یک مخالف سیاسی سابق، به عنوان یک تعمیرگاه موتورسیکلت با ۹ نفر کارکنان تأسیس شد. یین مینگشان سابقه طولانی در تقابل با مقامات دولتی دارد اما در حال حاضر رابطه مثبتی با حزب کمونیست چین دارد. این شرکت در ابتدا مرکز تحقیقات قطعات خودروی هونگدا چانگ‌کینگ نام داشت. در سال ۱۹۹۷، نام شرکت به گروه صنعتی لیفان تغییر یافت. این شرکت در سال ۲۰۰۳ تولید اتوبوس را آغاز کرد. تا سال ۲۰۰۴، لیفان به عنوان «بزرگ‌ترین تولیدکننده خصوصی موتورسیکلت در چین» شناخته می‌شد. در سال ۲۰۰۹، این شرکت پنجمین تولیدکننده بزرگ موتورسیکلت در چین بود.
در سال ۲۰۰۳، لیفان شرکت چونگ‌کینک را خریداری کرد و در سال ۲۰۰۵ تولید خودرو را با تولید ون و وانت لیفان «LF6361/1010» که بر اساس مدل ۱۹۹۹ دایهاتسو آترای ساخته شده بود، آغاز کرد. در دسامبر ۲۰۰۵، اولین خودروی مستقل لیفان، سدان لیفان ۵۲۰ با موتور برزیلی تریتک وارد تولید شد. تا سال ۲۰۱۱، لیفان چندین محصول مصرفی از جمله مدل کوچک شهری لیفان ۳۲۰، سدان و هاچ‌بک کامپکت لیفان ۵۲۰، سدان متوسط لیفان ۶۲۰ و شاسی‌بلند کامپکت لیفان ایکس۶۰ را تولید می‌کرد.
لیفان در اواخر سال ۲۰۱۰ عرضه اولیه سهام (IPO) خود را در بورس شانگهای انجام داد. در سال ۲۰۱۱، شرکت ثبت‌شده لیفان درآمدی معادل ۱٫۸۳ میلیارد دلار و سودی معادل ۶۲ میلیون دلار اعلام کرد.
در ۴ ژوئیه ۲۰۱۴، لیفان با تولیدکننده موتورسیکلت ایتالیایی ام‌وی آگوستا توافق‌نامه‌ای امضا کرد تا به عنوان توزیع‌کننده انحصاری این برند در چین فعالیت کند. لیفان در حال حاضر مدل‌هایی از آگوستا، از جمله موتورسیکلت اف۴ آرآر، را در نمایندگی‌های منتخب خود به نمایش گذاشته است.
تا سال ۲۰۱۴، بنیان‌گذار یین مینگشان و خانواده‌اش دارایی‌ای معادل ۱٫۳ میلیارد دلار داشتند.
در پایان سال ۲۰۱۷، موجودی نقدی لیفان ۳۷۰ میلیون یوان بود که در مقایسه با ۳٫۱ میلیارد یوان سال‌های گذشته کاهش نشان می‌دهد. بر اساس اسناد شرکت، لیفان تنها ۴۵۰ میلیون یوان از ۱۲٫۶ میلیارد یوان اعتبار از ۲۵ بانک را دریافت کرده بود. در سال ۲۰۱۸، لیفان حدود ۴ میلیارد یوان از فروش زمین به دولت و فروش شرکت تابعه لیفان موتورز به استارتاپ خودروی برقی لی آتو تأمین مالی کرد.
در سال ۲۰۱۸، بایدو و پاندا آتو، یک اپراتور اجاره خودروی برقی متعلق به گروه لیفان، به‌طور مشترک اولین برنامه آزمایشی خودروی خودران مشترک چین را راه‌اندازی کردند که در سال ۲۰۲۰ تعطیل شد.
تا سال ۲۰۲۰ گزارش شد که بدهی لیفان تا ژوئن ۲۰۱۹ به ۳۱ میلیارد یوان (۴٫۴ میلیارد دلار) رسیده است، در حالی که ۶۰ درصد از آن طی یک سال سررسید می‌شد. دارایی‌های شرکت نیز بر اساس اسناد شرکت ۴۱٫۵ میلیارد یوان اعلام شد. اخبار برنامه‌ریزی جیلی برای خرید لیفان منتشر شد که هدف اصلی آن، دستیابی به سهم بازار جنوب غربی چین بود؛ منطقه‌ای که لیفان در آن تسلط دارد.

### اختلاف حقوقی با هوندا موتور
در سال ۲۰۰۴، لیفان دستور یافت تا از فروش موتورسیکلت تحت نام تجاری هونگدا خودداری کند—این تصمیم نتیجه یک شکایت موفقیت‌آمیز از سوی هوندا موتور بود. همان سال، هوندا شکایت جداگانه‌ای علیه لیفان آغاز کرد به دلیل استفاده از نشان‌های مشابه با نشان‌های هوندا روی محصولات موتورسیکلت خود.

### خریداری توسط جیلی
لیفان در سال ۲۰۲۰ برای دریافت حمایت از ورشکستگی اقدام کرد. در ۱۳ دسامبر ۲۰۲۱، جیلی اتومبیل اعلام کرد که تصمیم گرفته است به‌طور مشترک در تأسیس یک شرکت مشترک با لیفان تکنولوژی به نام لیفان اتوموتیو سرمایه‌گذاری کند. سرمایه ثبت‌شده شرکت هدف ۶۰۰ میلیون یوان است. جیلی هلدینگ و لیفان تکنولوژی هر یک ۳۰۰ میلیون یوان سرمایه‌گذاری می‌کنند و هرکدام ۵۰٪ از سهام را در اختیار خواهند داشت.
از آنجا که جیلی بزرگ‌ترین سهام‌دار لیفان تکنولوژی است که ۳۴٫۷٪ از سهام آن را در اختیار دارد، جیلی به‌عنوان سهام‌دار اصلی لیفان اتوموتیو شناخته می‌شود. این شرکت مشترک خودروهای برقی را با استفاده از پلتفرم‌های موجود جیلی تحت برند مپل شانگهای تولید می‌کند. از ژانویه ۲۰۲۲، جیلی اعلام کرد که این شرکت مشترک با لیفان قصد دارد یک اکوسیستم تعویض باتری برای خودروهای برقی ایجاد کند. اولین خودروی سازگار با این سیستم در فوریه ۲۰۲۱ به نام میپل ۶۰اس معرفی شد.